# Craig Pickering
Craig Pickering (Crawley, Reino Unido, 16 de octubre de 1986) es un atleta británico, especialista en la prueba de relevos 4 x 100 m, con la que ha logrado ser medallista de bronce mundial en 2007.

## Carrera deportiva
En el Mundial de Osaka 2007 gana la medalla de bronce en relevos 4 x 100 metros, con un tiempo de 37.90 segundos, quedando tras los estadounidenses y jamaicanos, y siendo sus compañeros de equipo: Christian Malcolm, Marlon Devonish y Mark Lewis-Francis.